# Pfarrkirche Sirnitz

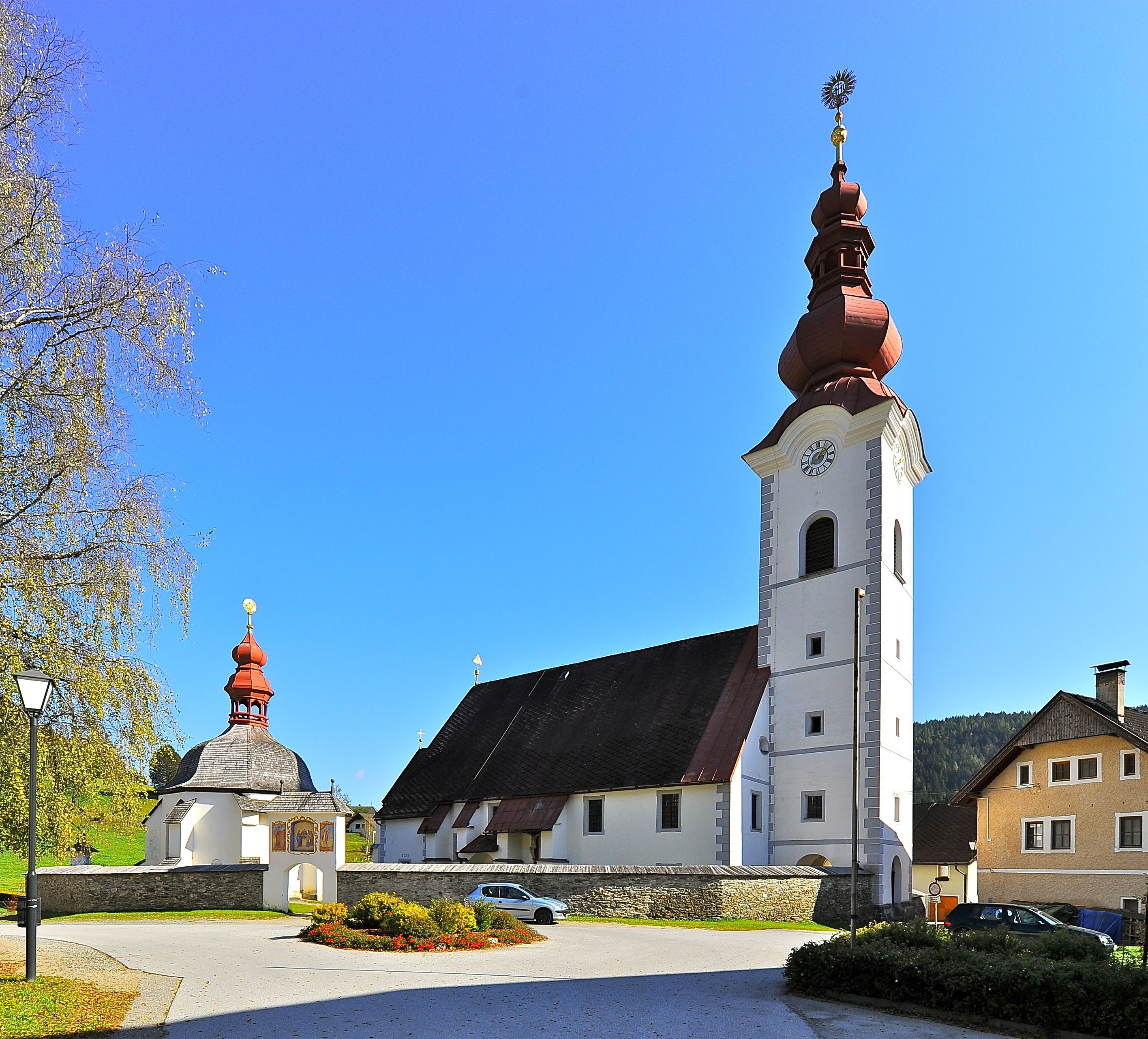

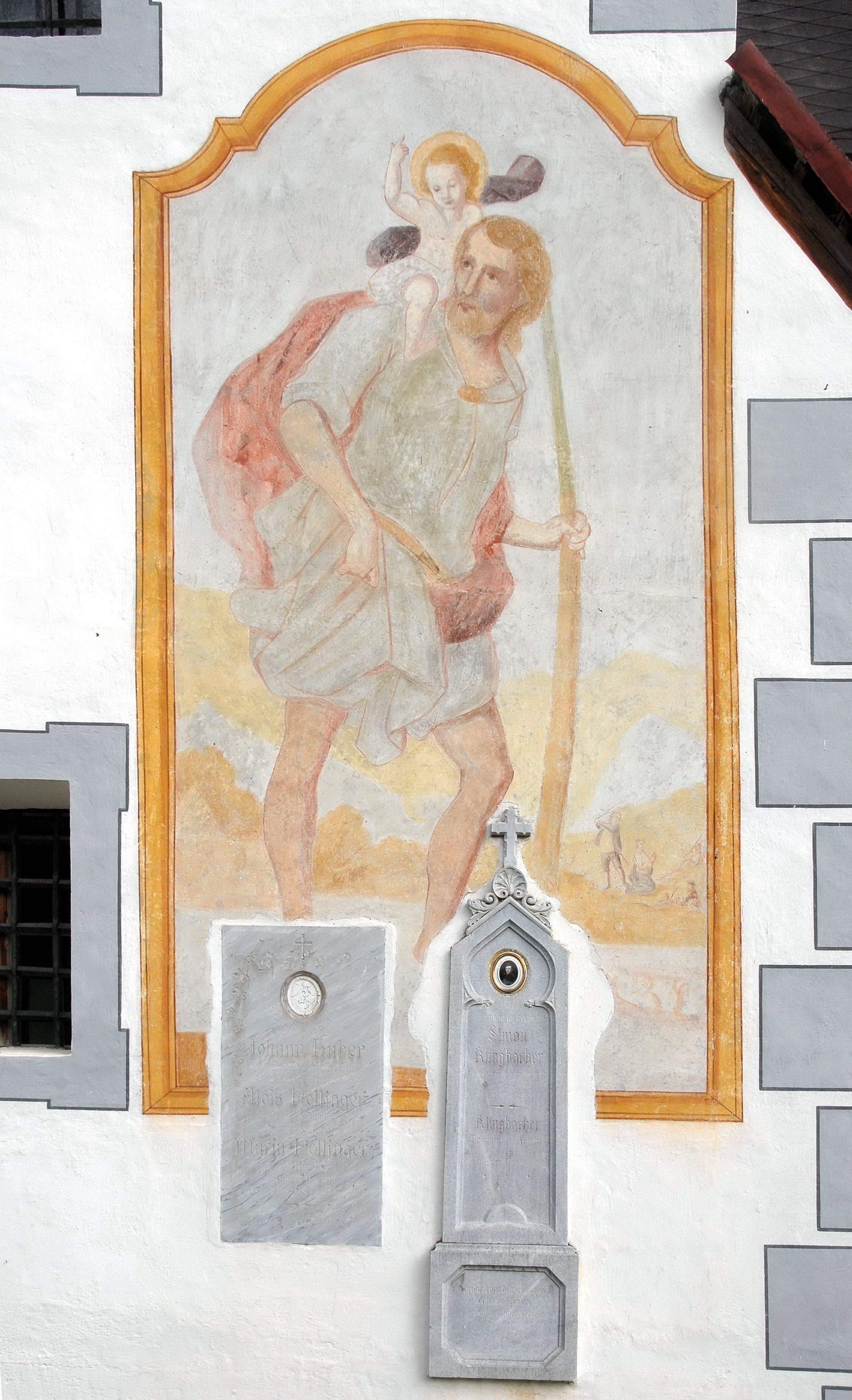
Hl. Christophorus

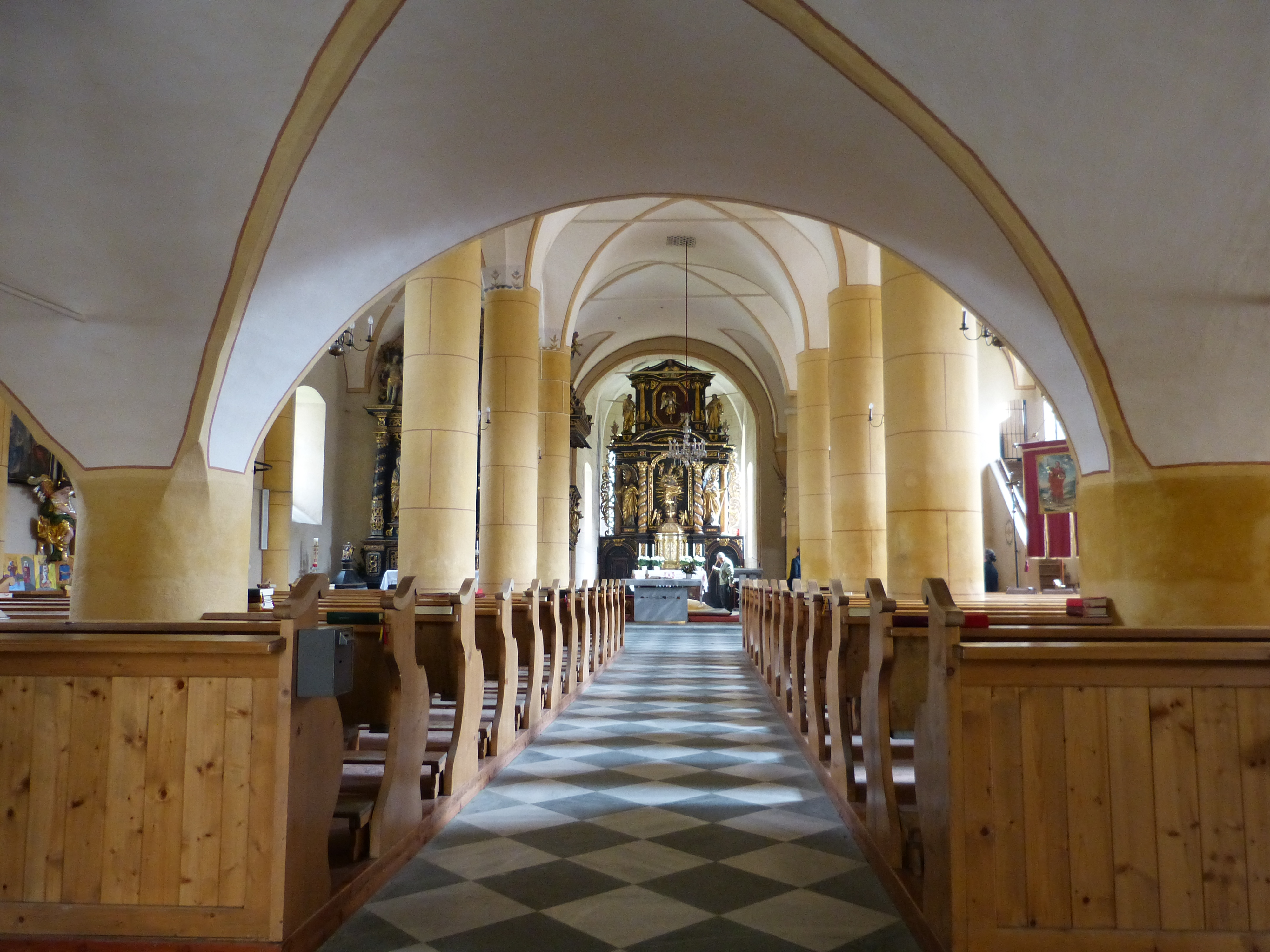

Die römisch-katholische Pfarrkirche Sirnitz in der Gemeinde Albeck ist dem heiligen Nikolaus geweiht. Eine Kapelle in Sirnitz wurde erstmals 1179 urkundlich erwähnt. Das Ensemble mit Kirchhof, Karner und Kriegerdenkmal steht unter Denkmalschutz (Listeneintrag).

## Baubeschreibung
Das Gotteshaus ist eine um 1300 errichtete frühgotische Hallenkirche, die Mitte des 18. Jahrhunderts barockisiert wurde. Der Chor und das Langhaus werden von starken, eng gestellten Strebepfeilern gestützt. Der ehemalige frühgotische Nordturm ist nur mehr in der Höhe des Langhauses erhalten und in dessen Nordostecke integriert. Der dem Langhaus vorgestellte barocke Westturm von 1747 mit rundbogigen Schallöffnungen wird von einem Zwiebelhelm des 19. Jahrhunderts bekrönt und ist im Turmerdgeschoß durch Bogen geöffnet. Die Wetterfahne ist als IHS-Monogramm gestaltet. Die frühgotischen Portale an der Nord-, Süd- und Westseite haben gerade Stürze. Das barocke Christophorusfresko an der Südseite wurde 1993 freigelegt.
Im dreischiffigen, sechsjochigen Langhaus erhebt sich ein Kreuzgratgewölbe über mächtigen Rundpfeilern und Wandpfeilern mit Schaftringen, die mit den Strebepfeilern an der Außenseite korrespondieren. Die dreiachsige Westempore ist kreuzgratunterwölbt. Die beiden Seitenschiffe sind im östlichsten Joch abgemauert. Im nördlichen Seitenschiff befindet sich das Erdgeschoß des ehemaligen Nordturms, im südlichen Seitenschiff die barocke Sakristei und darüber eine barocke Empore. In diesem südlichen Bauteil sind die Mittelschiffpfeiler mit Schaftringen ausgestattet. Der leicht eingezogene, rundbogige, abgefaste Triumphbogen geht in die Chorwand über. Über dem einjochigen Chor mit Fünfachtelschluss wölbt sich eine barocke Tonne. Die Neigung der romanischen Gewölbe ist noch an der Form der Freskenreste ablesbar.

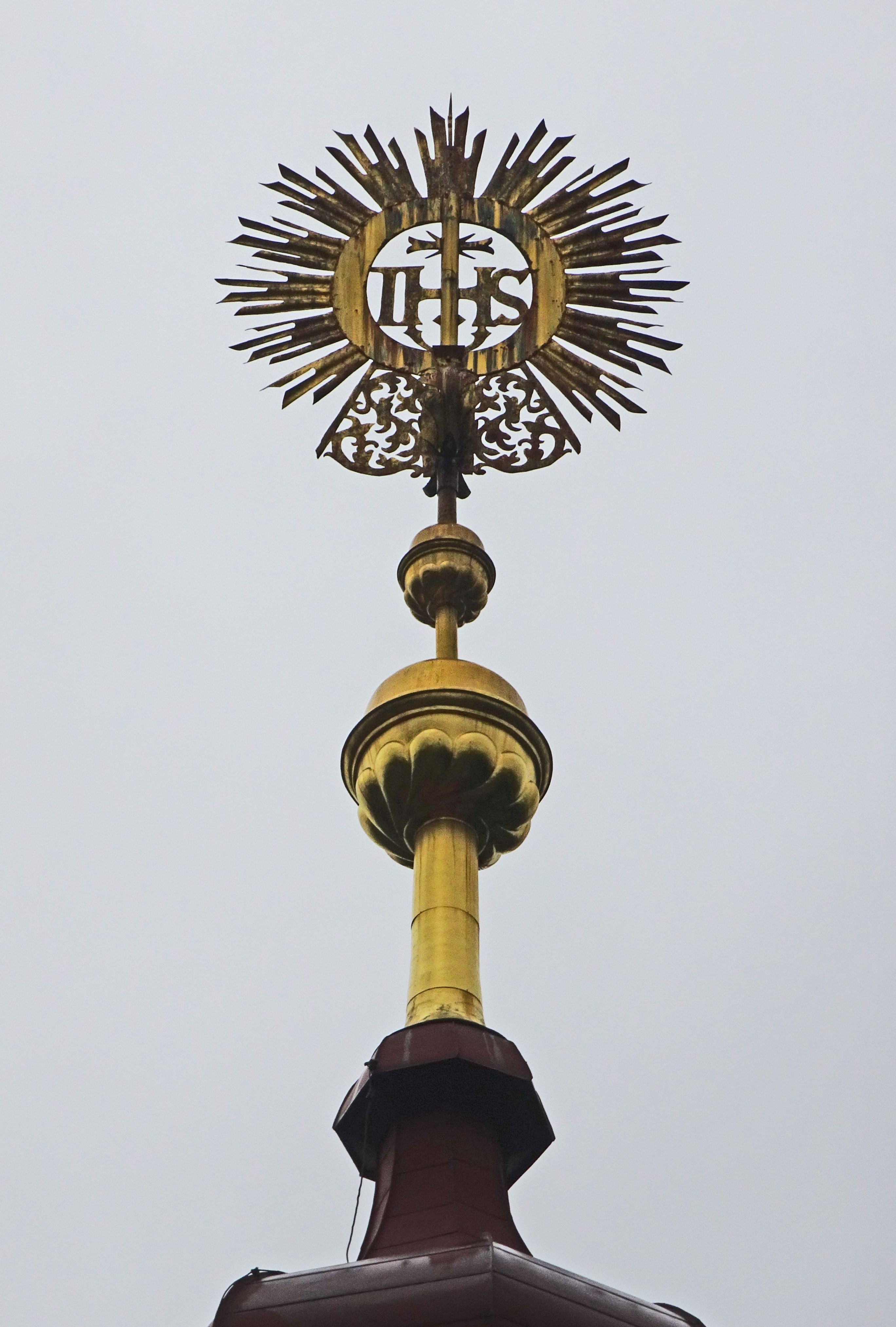
Die Wetterfahne des Turmes

## Wandmalereien
Von den um 1310 entstandenen Wandgemälden sind Fragmente erhalten. An der südlichen Chorschräge ist Christus als Weltenherrscher in der Mandorla dargestellt. Die Nordwand ist mit der Marienkrönung, darunter mit der Enthauptung Johannes des Täufers und dem Tanz der Salome freskiert. An der Chorwand westlich davon ist der Marientod wiedergegeben. Das Jüngste Gericht aus der zweiten Hälfte des 15. Jahrhunderts an der Nordwand des Chores wurde 1992 freigelegt. Über dem nördlichen Portal befindet sich die freskale Darstellung eines halbfigurigen Schmerzensmannes mit Maria und Johannes von ca. 1430. Sie wurde aus dem Karner hierher übertragen. Die spätgotischen Apostelbilder wurden ebenfalls im Karner abgenommen und im Langhaus als Tafelbilder aufgehängt.

## Einrichtung
Der Hochaltar von 1690 besteht aus einem großen, dreizonigen Aufbau: aus einem Sockel mit Opfergangsportalen, einer Hauptzone mit Triumphbogen und gestaffelter Doppelsäulenstellung und schräg gestellten Muschelnischen und einem Segmentgiebel, darüber eine Ädikula mit Dreieckgiebel und seitlichen Figuren auf Postamenten als Aufsatz. Die mittleren Säulen sind gedreht und mit Weinranken verziert, die übrigen Säulen sind glatt. Der Sockel, das Gebälk und die seitlichen Ohren sind mit Akanthus dekoriert. Die flache Mittelnische birgt eine Statue der Maria Immaculata sowie kleine Engel. In den seitlichen Viertelkonchen stehen die Figuren der Heiligen Nikolaus und Martin. Im Aufsatz sind die Skulpturen Gottvaters mit der Heilig-Geist-Taube, des Erzengels Michael und der beiden Johannes zu sehen. Der Tabernakel stammt aus dem 18. Jahrhundert.
Ein Fastentuch aus dem 19. Jahrhundert stellt das Geschehen auf dem Ölberg dar.
Der linke Seitenaltar ist ein Wandaltar vom Ende des 17. Jahrhunderts mit dunkel gefärbten Architekturformen und aufgelegtem, goldenem Rankenwerk. Der Altar trägt eine Kreuzigungsgruppe mit Maria und Johannes. Im Aufsatz stehen die Figuren der Heiligen Sebastian und Florian. Weiters sind im Aufsatz gemalte Medaillons mit Passionsszenen angebracht. Dargestellt sind Christus am Ölberg, die Geißelung, die Verspottung Christi, Ecce homo, Christus fällt unter dem Kreuz, Christus wird seiner Kleider beraubt, die Annagelung an das Kreuz, die Beweinung Christi und die Grablegung. Auf der Predella ist das Letzte Abendmahl dargestellt.
Der rechte Seitenaltar ist ein reich mit Rankenwerk geschmückter Wandaltar aus dem ersten Viertel des 18. Jahrhunderts, der stilistisch bereits die beginnende Auflösung der architektonischen Formen andeutet. Die Mittelfigur der Maria in der Glorie wird von den Statuen ihrer Eltern Joachim und Anna flankiert. Den Aufsatz bilden ein Medaillon mit der Heilig-Geist-Taube sowie Putti.
Ein Fastentuch aus dem 19. Jahrhundert zeigt eine Pietà.
Die Kanzel aus dem letzten Viertel des 17. Jahrhunderts trägt am Kanzelkorb die Figuren Christus als Weltenherrscher und die vier Evangelisten. Der Schalldeckel wird von einem Gemälde des heiligen Nikolaus und einer Engelfigur bekrönt. Das spätgotische Taufbecken wurde am Deckel mit einer figürlichen Taufgruppe aus dem 18. Jahrhundert ergänzt. Neben dem Südportal steht ein gotischer Weihwasserbrunnen aus dem 14. Jahrhundert. Zur weiteren Ausstattung der Kirche zählen die Statuen der Heiligen Josef und Florian aus der ersten Hälfte des 18. Jahrhunderts sowie Kreuzwegbilder aus derselben Zeit.

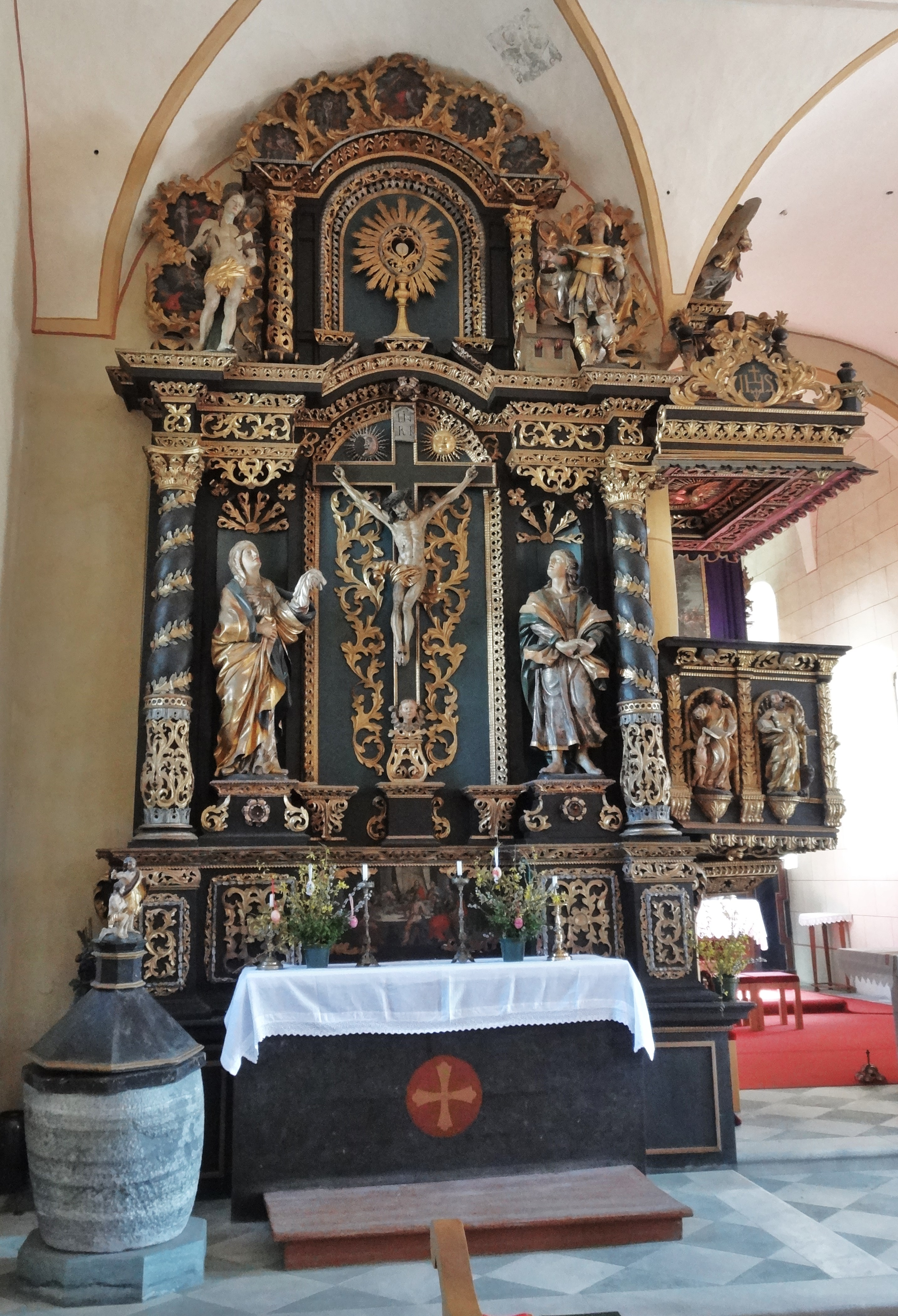
Linker Seitenaltar, links davor spätgotisches Taufbecken, rechts dahinter die Kanzel
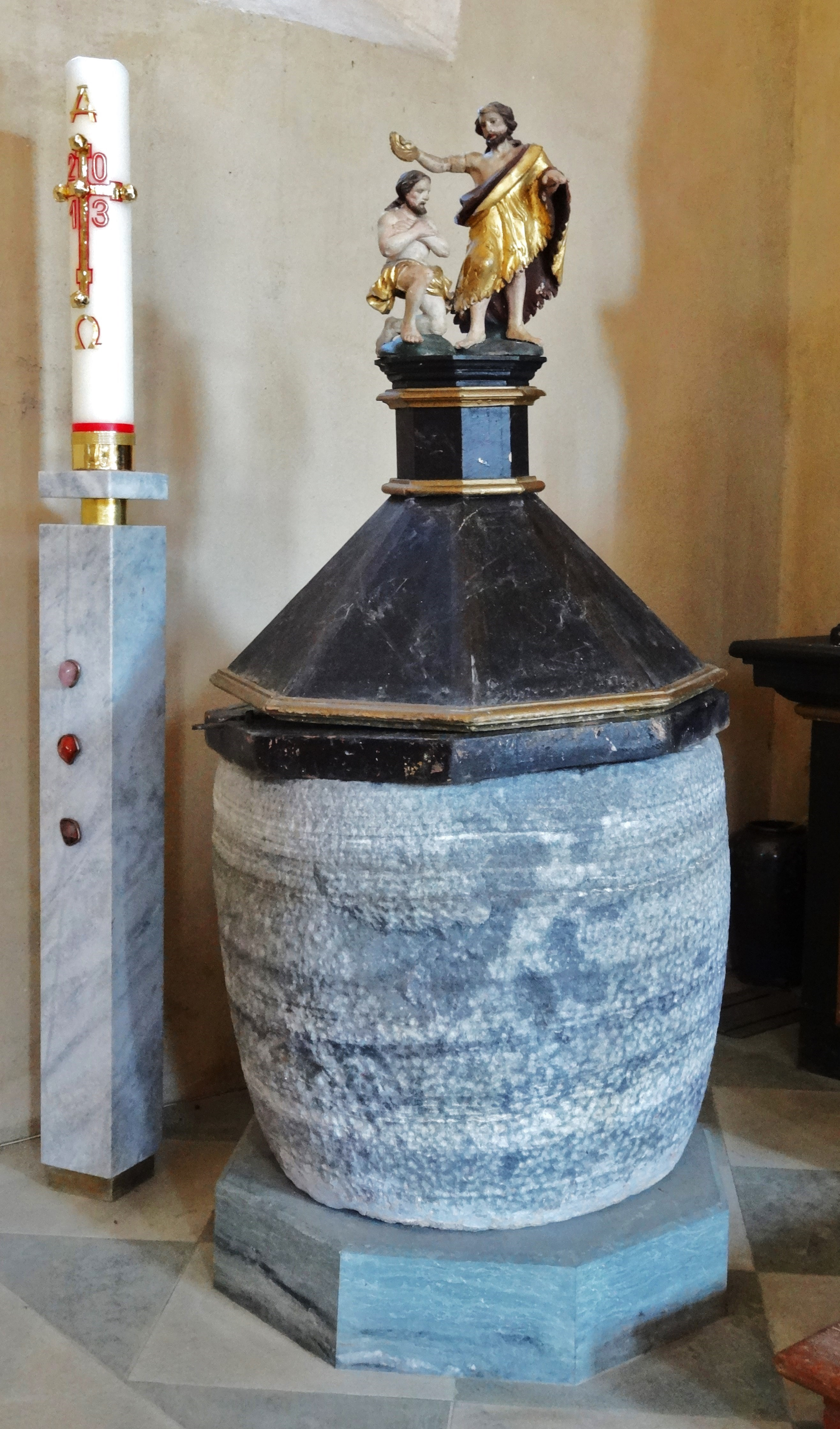
Spätgotisches Taufbecken, auf dem Deckel Taufgruppe aus dem 18. Jahrhundert
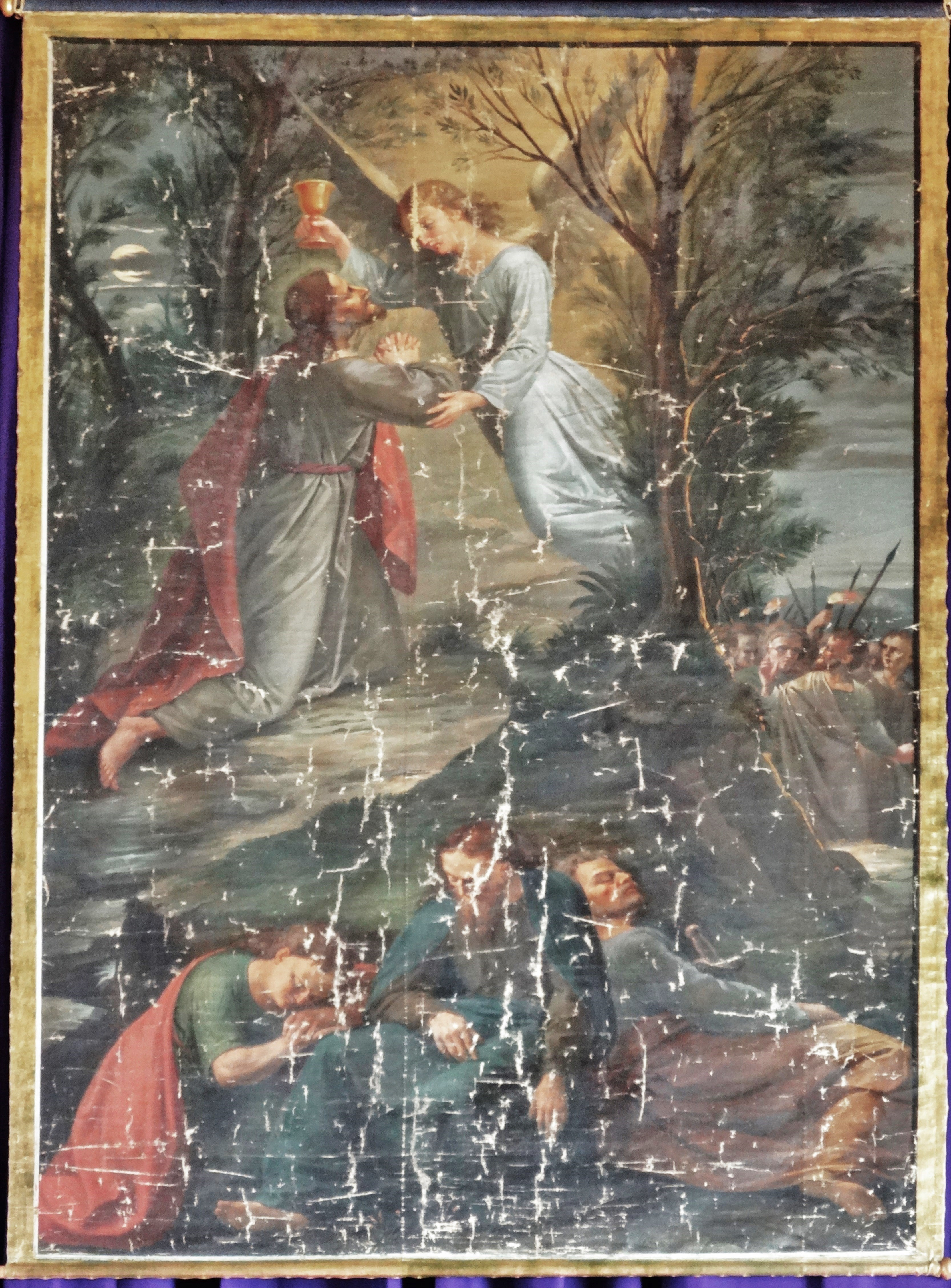
Das Fastentuch mit Ölbergszene vor dem Hochaltar
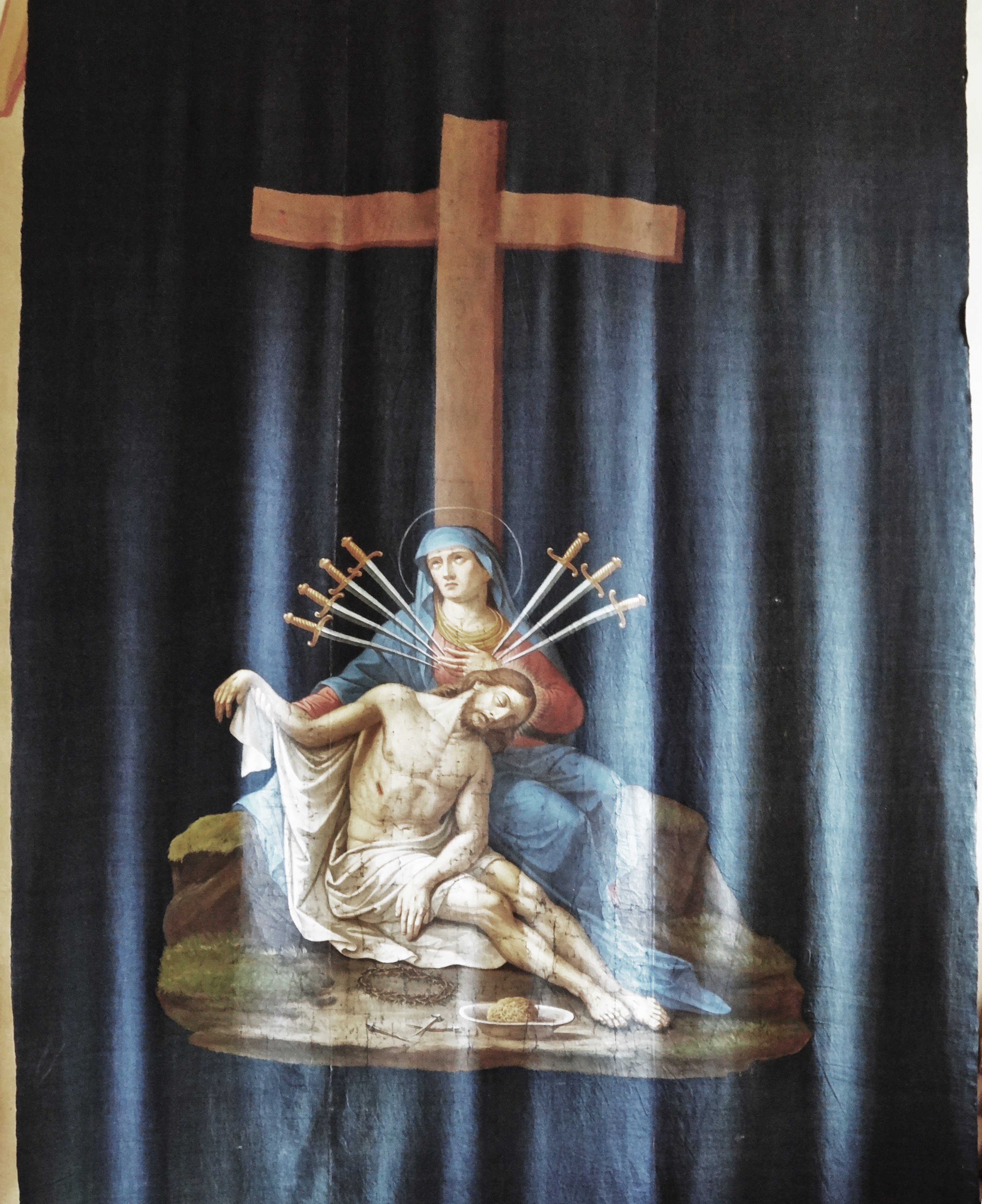
Das Fastentuch mit Pietá vor dem rechten Seitenaltar

## Karner

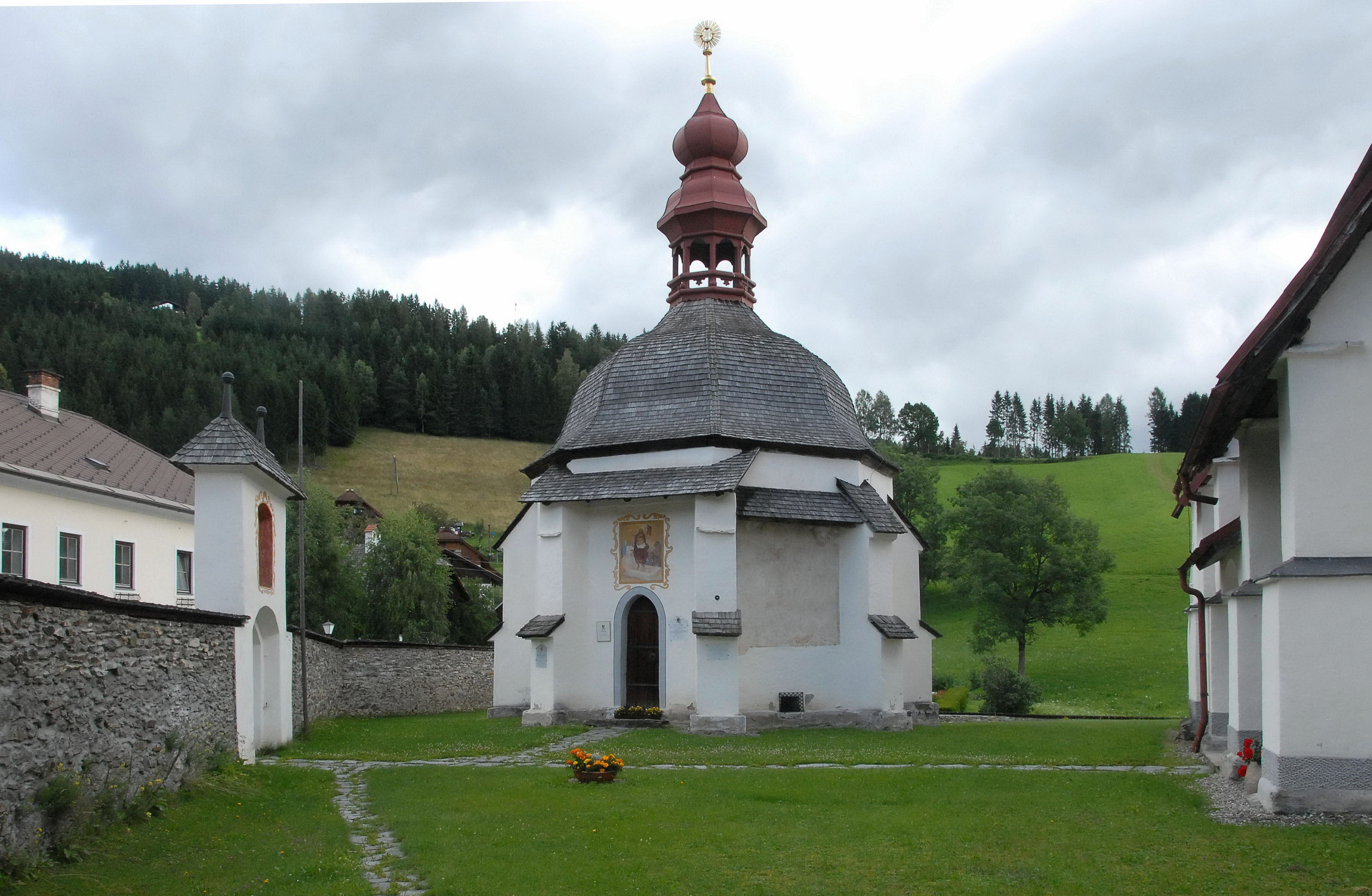
Karner

Der Karner nordöstlich der Kirche wurde erstmals 1513 urkundlich erwähnt und 1781 als „Freithofkapelle St. Michael“ genannt.
Der Karner ist ein achteckiger, spätgotischer Bau aus der zweiten Hälfte des 15. Jahrhunderts mit gestuften Strebepfeilern und einem kleinen Chor mit Fünfachtelschluss. Das schindelgedeckte, barocke Zwiebeldach mit Laterne stammt aus der Mitte des 18. Jahrhunderts. Das spätbarocke Fresko der Auferstehung Christi über dem Kapellenportal ist in einem schlechten Zustand.
Im Untergeschoß befindet sich ein Beinhaus mit einem einfachen spätgotischen Gewölbe, das von einem polygonalen Mittelpfeiler gestützt wird. Das Obergeschoß ist ein Zentralraum mit einem sternförmigen Kreuzgratgewölbe und einer spitzbogigen Öffnung zum Chor. Über dem Triumphbogen befindet sich eine Freskenvorzeichnung vom Anfang des 16. Jahrhunderts mit einer Kreuzigungsgruppe. In der Triumphbogenlaibung ist ein Schmuckband erhalten, an der Nordwand des Chores sind Figurenreste und an der Südwand weibliche Heilige.